# Countdown (Fernsehserie)
Countdown ist eine US-amerikanische Krimi-Serie von Derek Haas mit Jensen Ackles in der Hauptrolle. Sie läuft seit dem 25. Juni 2025 bei Prime Video, dem Streaming-Angebot von Amazon.

## Inhalt
Nachdem ein Beamter der Homeland Security getötet wird, soll der LAPD-Kriminalbeamte Mark Meachum in einer verdeckten Task Force gemeinsam mit Undercover-Agenten aus verschiedenen Behörden den Täter aufspüren. Bei der Suche nach ihm stoßen sie jedoch auf eine viel finsterere Verschwörung als vermutet, die einen wilden Wettlauf zum Schutz einer Millionenstadt auslöst.

## Besetzung

### Hauptfiguren
- Jensen Ackles als Detective Mark Meachum, aus der Abteilung für Einbruchsdelikte des LAPD, bekannt für sein Cowboyverhalten
- Jessica Camacho als Special Agent Amber Oliveras, Agentin der Drogenbehörde DEA mit Undercover-Erfahrung
- Violett Beane als Special Agent Evan Shepherd, Agent des FBI spezialisiert auf Internetkriminalität
- Elliot Knight als Special Agent Keyonte Bell vom FBI, spezialisiert auf terroristische Bedrohungen aus dem In- und Ausland
- Uli Latukefu as Detective Lucas Finau, ein LAPD-Detective mit 18 Jahren Erfahrung in der Einheit für Banden- und Drogenkriminalität
- Eric Dane as FBI Special Agent Nathan Blythe, Leiter der Task Force

### Nebenfiguren
- Merrick McCartha als Staatsanwalt Grayson Valwell[3]
- Jonathan Togo als Special Agent Damon Drew von Homeland Security

## Episodenliste
Die Episoden der ersten Staffel wurden von Derek Haas geschrieben.
| Nr. (ges.) | Nr. (St.) | Deutscher Titel                 | Originaltitel             | Erstveröffentlichung USA | Regie          |
| ---------- | --------- | ------------------------------- | ------------------------- | ------------------------ | -------------- |
| 1          | 1         | Willkommen in der Task Force    | Teeth in the Bone         | 25. Juni 2025            | Jonathan Brown |
| 2          | 2         | Im Auftrag des Kartells         | Dead Lots of Times        | 25. Juni 2025            | Avi Youabian   |
| 3          | 3         | Auf der Flucht                  | Happy Birthday Final      | 25. Juni 2025            | Tess Malone    |
| 4          | 4         | Treffpunkt Chinatown            | Bite 'Em Down             | 2. Juli 2025             | Chris Grismer  |
| 5          | 5         | In der Höhle des Löwen          | Blurred Edges             | 9. Juli 2025             | TBA            |
| 6          | 6         | Wer ist Gallagher?              | A Needle or a Bullet      | 16. Juli 2025            | TBA            |
| 7          | 7         | Geständnisse                    | Nothing Else Helps        | 23. Juli 2025            | TBA            |
| 8          | 8         | The Nail in the Chair           | The Nail in the Chair     | 30. Juli 2025            | TBA            |
| 9          | 9         | Schmutzige Bombe                | 10-33                     | 6. Aug. 2025             | TBA            |
| 10         | 10        | Glaubwürdige Bedrohung          | The Nuzzle Pile           | 13. Aug. 2025            | TBA            |
| 11         | 11        | Das Manifest des Mörders        | Run                       | 20. Aug. 2025            | TBA            |
| 12         | 12        | Nur der Tod kann mich aufhalten | This Is His Signature     | TBA                      |                |
| 13         | 13        | Im Fadenkreuz des Killers       | Your People Are in Danger | TBA                      |                |

## Produktion

### Entstehung
Die 13-teilige Serie von Amazon MGM Studios wurde entwickelt von Derek Haas, der auch ausführender Produzent und Showrunner der Serie ist.

### Besetzung
Im Juni 2024 wurden als Besetzung sowohl Jensen Ackles als auch Eric Dane und Jessica Camacho angekündigt, einen Monat später Violett Beane, Uli Latukefu und Elliot Knight.

### Dreharbeiten
Die Dreharbeiten für die erste Staffel in Los Angeles dauerten von September 2024 bis März 2025. Erste Bilder davon erschienen im Dezember 2024 in den Medien. Vom Ende der Dreharbeiten konnte man in den Social-Media-Kanälen der Darsteller erfahren.

## Synchronisation
Die deutschsprachige Synchronisation erstellten die EVA Studios Germany. Verantwortlich für Dialogbuch und Dialogregie war Sven Hasper.
| Figur           | Schauspieler     | Synchronsprecher |
| --------------- | ---------------- | ---------------- |
| Mark Meachum    | Jensen Ackles    | Julien Haggège   |
| Amber Oliveras  | Jessica Camacho  | Ronja Peters     |
| Evan Shepherd   | Violett Beane    | Olivia Büschken  |
| Keyonte Bell    | Elliot Knight    | Tim Knauer       |
| Lucas Finau     | Uli Latukefu     | Roman Wolko      |
| Nathan Blythe   | Eric Dane        | David Nathan     |
| Grayson Valwell | Merrick McCartha | Jan Makino       |
| Damon Drew      | Jonathan Togo    | Sven Hasper      |

## Veröffentlichung
Die Premiere feierte Countdown am 25. Juni 2025 mit den ersten drei Folgen bei Amazon Video. Die übrigen zehn Episoden der Staffel sollen wöchentlich bis zum 3. September erscheinen.
Für 18 Monate soll die Show bei Amazon verbleiben, danach ist geplant, dass auch andere Sender diese ausstrahlen.

## Rezeption
Die Serie erhielt auf der Seite Rotten Tomatoes 33 % positive Kritiken, basierend auf 13 Rezensionen. Bei Metacritic hält die Serie einen Score von 44 (von 100) bei 7 Kritiken, eine Bewertung als „gemischt oder durchschnittlich“.